# Haushaltsgerät

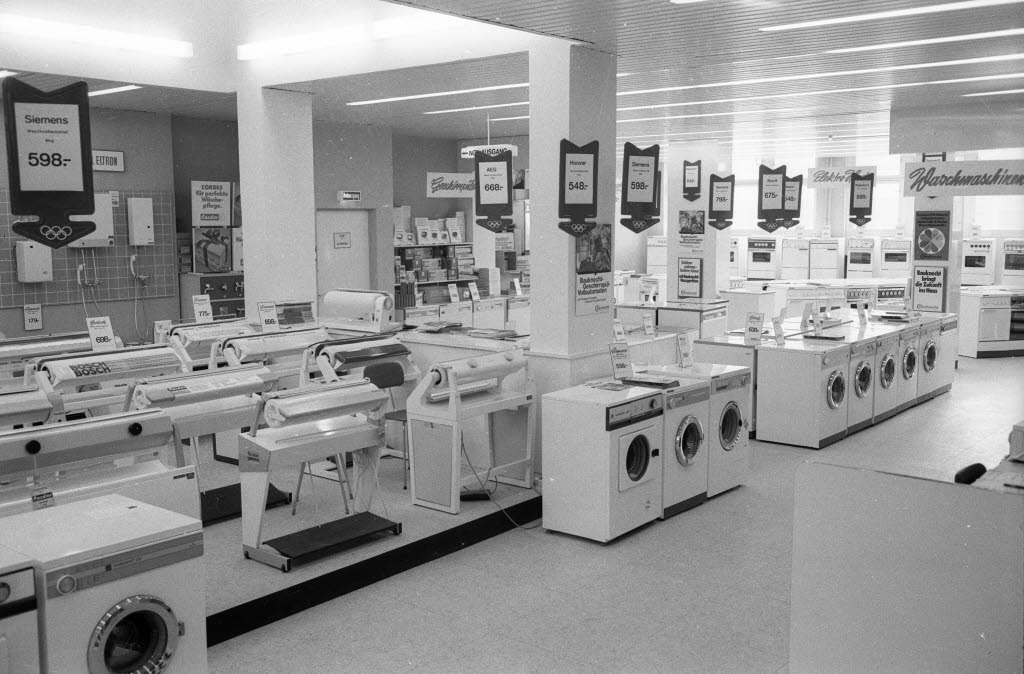
Abteilung für Haushaltsgeräte eines Elektro-Fachhandels (1972)

Ein Haushaltsgerät ist ein mechanisches oder elektrisches Gerät, das üblicherweise im Privathaushalt benutzt wird. Darunter fallen beispielsweise Küchengeräte, Waschmaschinen, Staubsauger und elektrische Kleingeräte. Der Handel bezeichnet dieses Sortiment als Weiße Ware (in Abgrenzung zu brauner Ware für Unterhaltungselektronik, roter Ware für Heizungen und grauer Ware für Informations- und Kommunikationselektronik).

## Haushaltsgeräte
Zu den Haushaltsgeräten gehören:

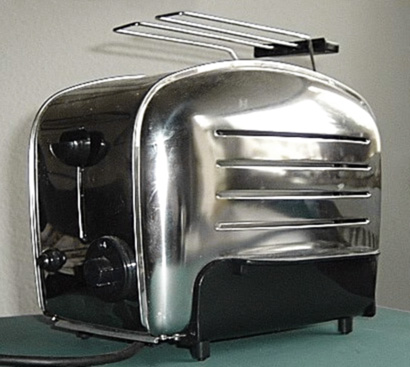
Toaster im Retro-Look

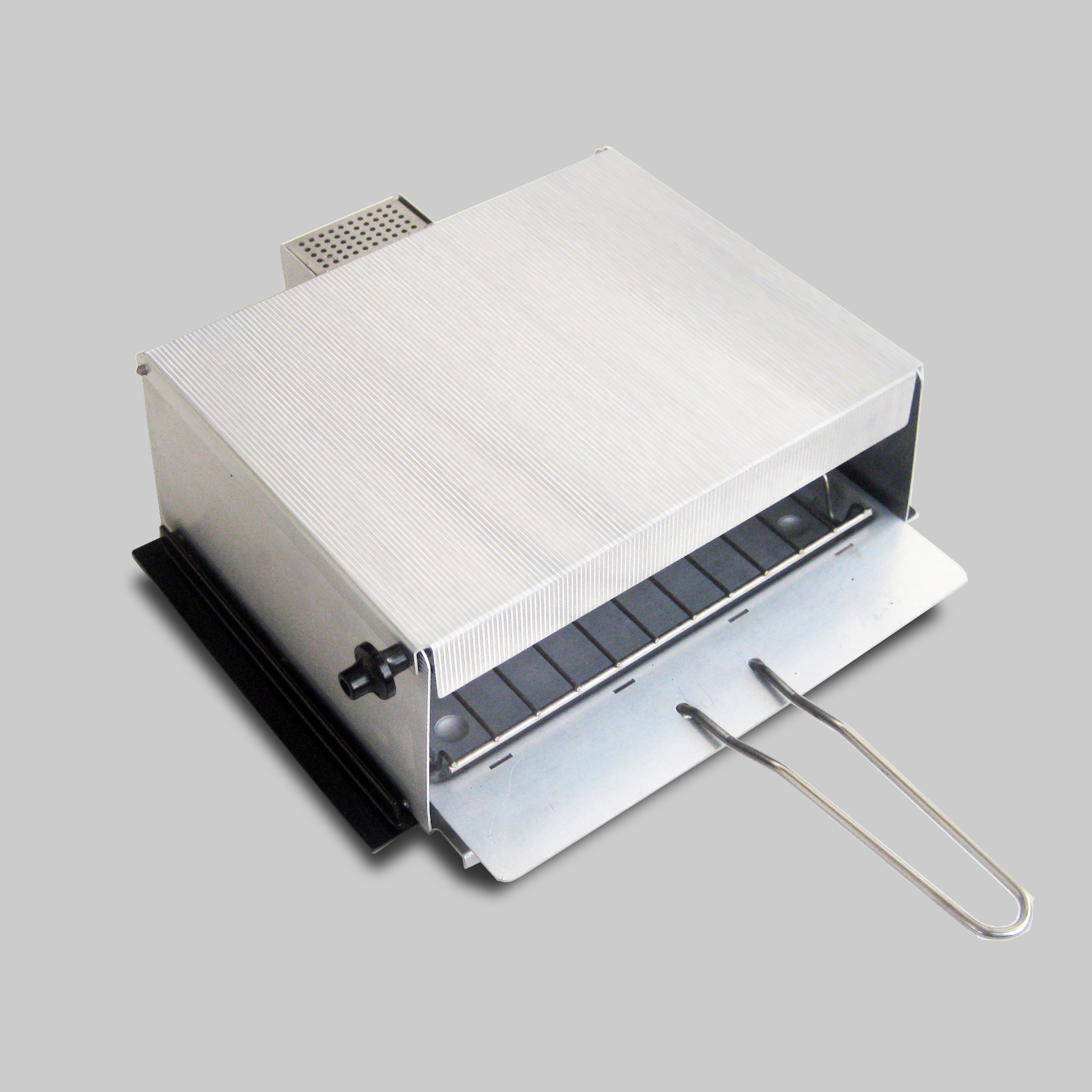
Elektrogrill

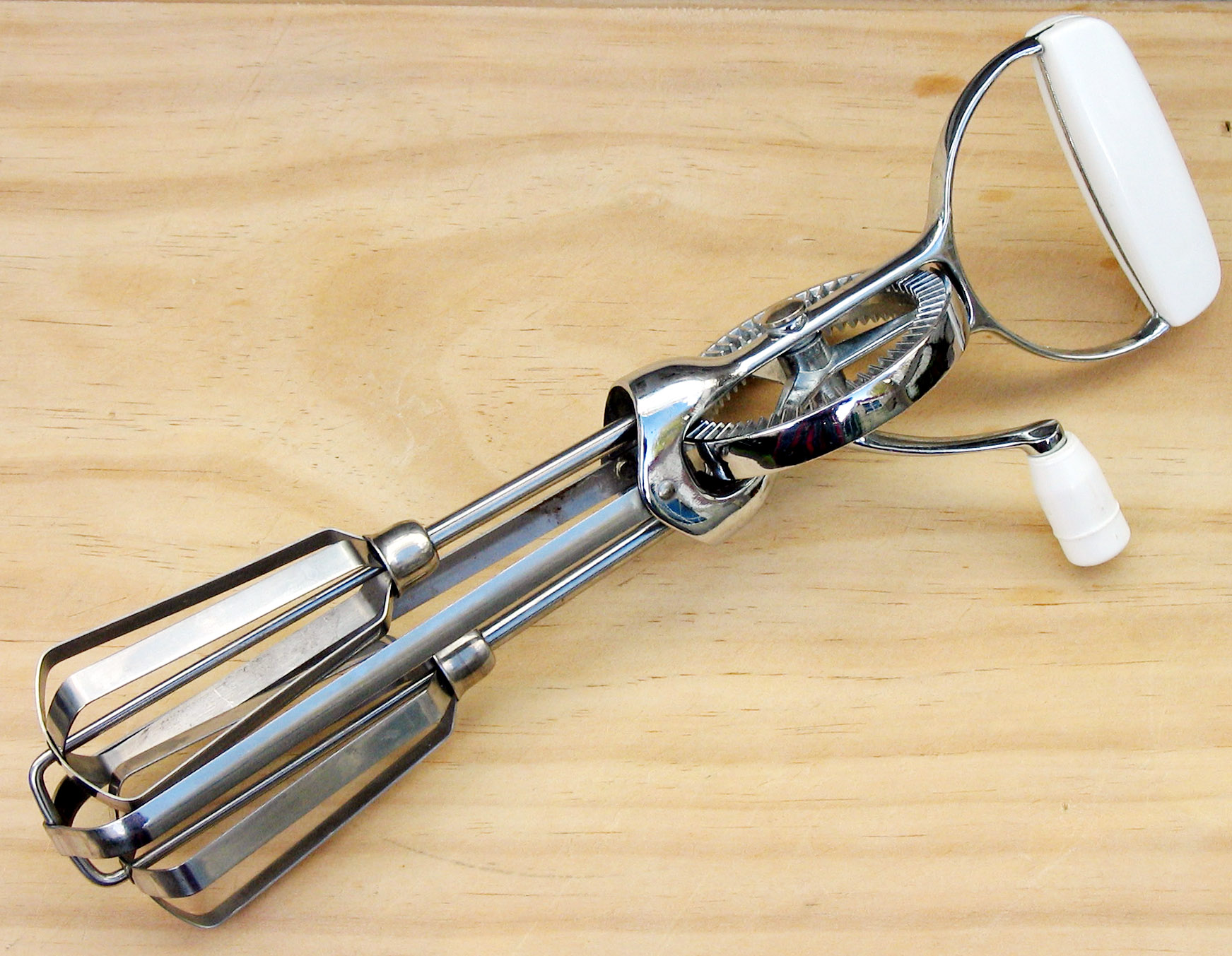
Am Übergang zum Handwerkzeug, der mechanische Mixer

- Geräte zur Wäschepflege: Waschmaschine, Wäschetrockner, Mangel, Bügeleisen
- Küchengeräte: Geräte zum
  - Kochen und Backen: Herd, Ofen, Mikrowellenherd, Minibackofen mit Grill, Dampfkochtopf, Kochmaschine (historisch 19. Jahrhundert) – auch für Holz- oder Kohlebefeuerung oder Gasgeräte
  - Spülen: Geschirrspüler
  - Kühlen und Gefrieren: Kühlschrank, Gefriertruhe, Kühl-Gefrier-Kombination, außerdem
  - Elektrokleingeräte: Handrührgerät, Kaffeemaschine, Espressomaschine, Küchenmaschine, Pürierstab, Saftpresse, Toaster, Wasserkocher, Elektrogrill
  - mechanische Geräte: manueller Dosenöffner, Flotte Lotte, Minna (Küchenmaschine), Boden- oder Tischreiniger, Küchenwaage
  - einfache Küchenutensilien wie Essbesteck, Töpfe und auch Küchentextilien.
- Raumklimageräte: Ventilator, Heizlüfter, Luftbefeuchter, Luftentfeuchter, Klimaanlage
- Reinigungsgeräte: Messerputzmaschine, Staubsauger, Bohnermaschine, Nass-Trocken-Sauger
- Beleuchtungsgeräte: Stehleuchte, Schreibtischleuchte
- Körperpflegegeräte: Haartrockner, Lockenstab
- Wärmeerzeuger: Heizkissen, Heizstrahler, Sonnenbank
- Heimwerkermaschinen: Nähmaschine, Akku-Bohrschrauber
- Messgeräte: Personenwaage, digitales Fieberthermometer

## Energieeffizienz von Großgeräten
Beim Betrieb elektrischer Haushaltsgroßgeräte wird heute verstärkt auf die Energieeffizienz geachtet, um die damit verbundenen Umweltauswirkungen, aber auch Kosten zu verringern. Als Hilfsinstrument für Verbraucher sind beim Verkauf von Hausgeräten ab einer bestimmten Größe, Energieverbrauchs-Etiketten EU-Energie-Label zu verwenden. Im stationären Einzelhandel sind entsprechende Etiketten, die vom Hersteller für gewöhnlich mit den Produkten mitgeliefert werden, an den Produkten anzubringen. Im Onlinehandel ist die Anzeige beim Produkt vorgeschrieben.
Das EU-Energie-Label bewertet den Strom- und Wasserverbrauch in Bezug auf die Gerätefunktion mit einer Abstufung von A (sparsam) bis G (verschwenderisch). Auf dem Markt werden heute (2012) großteils nur noch Geräte der Klasse A angeboten, so dass die Abstufungskriterien des EU-Labels technisch überholt sind. Lediglich für Kühl- und Gefriergeräte entsprechen die 2004 eingeführten Klassen A+, A++ und A+++ dem heutigen Stand der Technik. Seit Juli 2012 dürfen in der EU nur noch Kühlgeräte mit der Mindest-Energieeffizienzklasse A+ verkauft werden.
Eine zeitgemäße Bewertung findet man in der regelmäßig aktualisierten Liste sparsamer Haushaltsgeräte, die z. B. von Energieberatern und Stadtverwaltungen angeboten wird. Die Deutsche Unternehmensinitiative Energieeffizienz (DENEFF), der Bund für Umwelt und Naturschutz (BUND) und der Bundesverbandes Erneuerbare Energien (BEE) setzten sich in einer gemeinsamen Erklärung für eine Abwrackprämie für Haushaltsgeräte ein, welche sehr viel Strom verbrauchen.

## Historische Entwicklung der elektrischen Haushaltsgeräte
Die Entwicklung der heute genutzten Haushaltsgeräte geht eng mit dem Aufbau der Versorgung mit elektrischem Strom einher. Die ersten zur Wende des 19. zum 20. Jahrhundert errichteten Wasserkraftwerke mit ihren Stromnetzen reichten allerdings nur zum Betrieb von Bogen- und Glühlampen. Der zu entrichtende Strompreis war erheblich und überstieg pro Kilowattstunde deutlich den Stundenlohn eines Facharbeiters.
Erst nach dem Ersten Weltkrieg änderte sich die Situation mit dem Bau der ersten großen Dampfkraftwerke. Parallel wurde das Hochspannungsnetz ausgebaut, mit dem die umgewandelte Wärmeenergie über weite Strecke übertragen werden konnte. Im Haushalt bedeutete diese Entwicklung den massenhaften Einsatz des elektrischen Bügeleisens, dem ersten elektrischen Haushaltsgerät neben der elektrischen Nähmaschine. Ihre erfolgreiche Markteinführung im 19. Jahrhundert leitete die Industrialisierung des Privathaushaltes ein.
Etwa 15 Jahre später wird unter den Nationalsozialisten die Benutzung des Radios propagiert, mit dem so genannten Volksempfänger verschaffen sich die damaligen Machthaber ein außergewöhnlich populäres Instrument zur Verbreitung ihrer Propaganda. Die schon zu dieser Zeit versuchte Einführung des elektrischen Kühlschrankes scheitert dagegen an Anschaffungskosten für dieses Gerät.
Nach dem Zweiten Weltkrieg, der Währungsreform und dem Wirtschaftswunder werden die Kraftwerke und die Stromnetze immer leistungsfähiger bei gleichzeitig sinkenden Strompreisen. Gleichzeitig drängen weitere elektrische Haushaltsgeräte auf den Markt. Der Elektroherd, die elektrische Waschmaschine, der Geschirrspüler, der Staubsauger, der Fernseher und viele weitere Geräte der Unterhaltungselektronik etablieren sich in den privaten Haushalten. Zehn Jahre später kommt noch die elektrische Kaffeemaschine und die Tiefkühltruhe hinzu, nach weiteren 15 Jahren der Mikrowellenherd. All diese Geräte wurden zum Teil Jahrzehnte vor ihrer breiten Markteinführung erfunden; ihr Markterfolg zur Zeit der Erfindung wurde immer wieder durch den fehlenden Zugang zu preisgünstigem elektrischen Strom unterbunden.
Heutzutage geht der Trend weiter in Richtung „vernetzte Hausgeräte“, meist über Powerline-Lösungen. So entwickelt Siemens serve@Home, von Miele gibt es Miele@home-Produkte und in der Schweiz findet man ZUG-Home von der V-Zug AG. Das Ziel ist jeweils, den Mehrwert bei der Gerätenutzung zu steigern und neue (Fern)bedienmöglichkeiten zu schaffen.
Haushaltsgeräte wie Kühlschrank, Staubsauger, Geschirrspüler führten zu erheblicher Zeitersparnis: In den USA etwa waren im Jahr 1900 allein fürs Waschen, Kochen und Putzen pro Haushalt noch fast 60 Stunden wöchentlich nötig, viermal so viel wie heute.